# 贝文·霍夫
贝文·霍夫（英語：Bevin Hough，1929年4月21日—2019年11月25日），生于奥克兰，新西兰男子田径运动员。他曾代表新西兰参加1950年大英帝国运动会田径比赛，获得男子跳远银牌。